# ヘント〜ウェヴェルヘム2011
ヘント〜ウェヴェルヘム2011は、ヘント〜ウェヴェルヘムの73回目のレース。2011年3月27日に行なわれた。

## レース結果
- デインゼからウェヴェルヘムまでの204.5km

| 順位 | 選手名                   | 国籍           | チーム                            | 時間          |
| ---- | ------------------------ | -------------- | --------------------------------- | ------------- |
| 1    | トム・ボーネン           | ベルギー       | クイックステップ                  | 4時間35分00秒 |
| 2    | ダニエーレ・ベンナーティ | イタリア       | レオパルド・トレック              | 同            |
| 3    | タイラー・ファーラー     | アメリカ合衆国 | ガーミン・サーヴェロ              | 同            |
| 4    | アンドレ・グライペル     | ドイツ         | オメガファーマ・ロット            | 同            |
| 5    | ロワイ・モンドリ         | フランス       | AG2R・ラ・モンディアル            | 同            |
| 6    | ミッチェル・ドッカー     | オーストラリア | スキル・シマノ                    | 同            |
| 7    | ベルンハルト・アイゼル   | オーストリア   | チーム・HTC - ハイロード          | 同            |
| 8    | クリストフ・ホダールト   | ベルギー       | AG2R・ラ・モンディアル            | 同            |
| 9    | ラース・ボーム           | オランダ       | ラボバンク                        | 同            |
| 10   | バーデン・クック         | オーストラリア | チーム・サクソバンク - サンガード | 同            |
| 28   | 新城幸也                 | 日本           | ヨーロッパカー                    | 同            |
| 117  | 別府史之                 | 日本           | チーム・レディオシャック          | +11分28秒     |

## UCIワールドツアー個人総合ランキング
3月28日現在
| 順位 | 選手名                     | 国籍           | チーム                            | ポイント |
| ---- | -------------------------- | -------------- | --------------------------------- | -------- |
| 1    | マシュー・ゴス             | オーストラリア | チーム・HTC - ハイロード          | 203      |
| 2    | ミケーレ・スカルポーニ     | イタリア       | ランプレ・ISD                     | 202      |
| 3    | カデル・エヴァンス         | オーストラリア | BMC・レーシングチーム             | 128      |
| 4    | トニー・マルティン         | ドイツ         | チーム・HTC - ハイロード          | 108      |
| 5    | アルベルト・コンタドール   | スペイン       | チーム・サクソバンク - サンガード | 106      |
| 6    | キャメロン・マイヤー       | オーストラリア | ガーミン・サーヴェロ              | 106      |
| 7    | イヴァン・バッソ           | イタリア       | リクイガス・キャノンデール        | 92       |
| 8    | アンドレアス・クレーデン   | ドイツ         | チーム・レディオシャック          | 88       |
| 9    | ファビアン・カンチェラーラ | スイス         | レオパルド・トレック              | 86       |
| 10   | フィリップ・ジルベール     | ベルギー       | オメガファーマ・ロット            | 86       |